# Laueit
Laueit – rzadki minerał, będący wtórnym fosforanem.
Został nazwany na cześć Maxa von Laue, niemieckiego fizyka z Instytutu Fizyki Teoretycznej na Uniwersytecie w Monachium.

## Właściwości
Krystalizuje w układzie trójskośnym. Wykształca kryształy o pokroju słupkowym, grubotabliczkowym. Występuje jako szczotki kryształów i naskorupienia. Jest minerałem bardzo kruchym, półprzezroczystym do przezroczystego. Posiada najczęściej żółtą lub pomarańczową barwę w odcieniach. Ma szklisty połysk i białą rysę. Jest polimorficzny z pseudolaueitem i stewartytem.

## Występowanie
Występuje w pegmatytach granitowych bogatych w fosfor, jako produkt przeobrażenia fosforów pierwotnych. Towarzyszą mu strunzyt, pseudolaueit, apatyt, beraunit, syderyt, ludlamit, strengit i stewartyt. Został znaleziony w Niemczech (Bawaria), Brazylii (Minas Gerais), Portugalii i Stanach Zjednoczonych (Maine, New Hampshire i Dakota Południowa). Spotykany także w Szwecji, Namibii, Rosji i Australii.

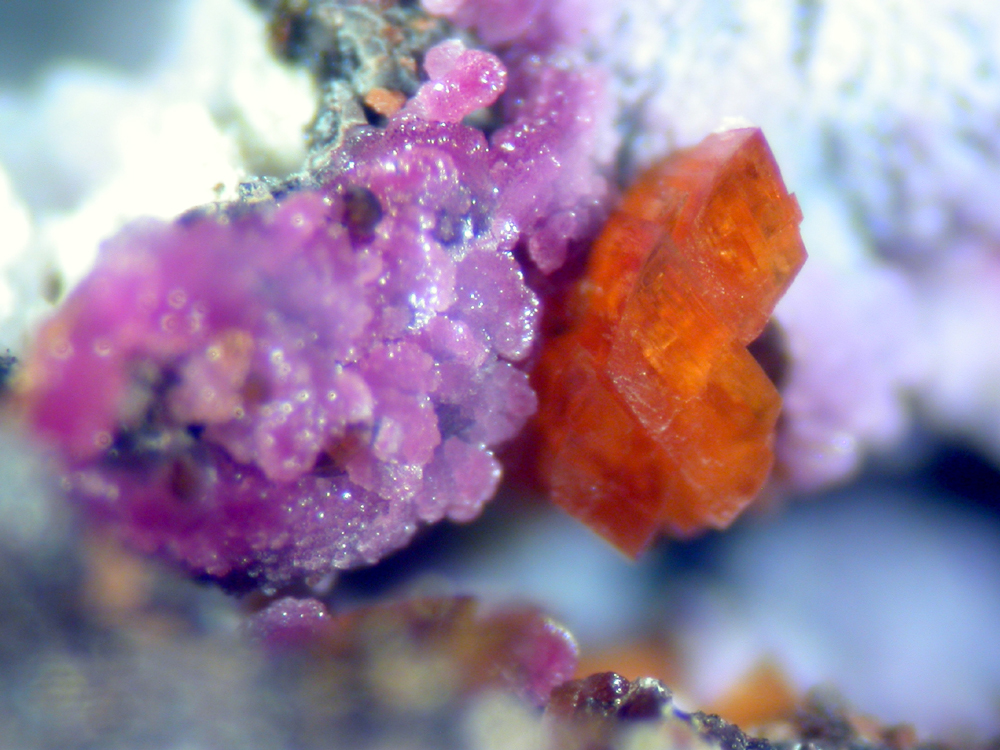
W towarzystwie strengitu z Minas Gerais w Brazylii